# Hitlers Rede vor den Oberbefehlshabern am 14. Juni 1941
Hitlers Rede vor den Oberbefehlshabern am 14. Juni 1941 war eine Ansprache Hitlers vor den Oberbefehlshabern der Wehrmacht und der für das Unternehmen Barbarossa vorgesehenen Heeresgruppen und Armeen. Er gab seine Anweisungen für den Angriff und Vorgehen der Wehrmacht und erteilte abschließende Befehle.

## Ort
Das Treffen fand in der Reichskanzlei statt. Zur Tarnung wurde die Ankunft der zahlreichen Offiziere auf verschiedene Eingänge verteilt und zeitlich gestaffelt. Am Vormittag fanden Vorträge der einzelnen Heeresgruppen- und Armeeführer vor Hitler über die von ihnen geplanten Operationen der ersten Tage des Krieges gegen die Sowjetunion statt. Nach einem Mittagessen im Speisesaal seiner Wohnung hielt Hitler seine etwa einstündige Ansprache.

## Teilnehmer
Bei der Rede Hitlers waren folgende Teilnehmer anwesend:

### Heer
- Generalfeldmarschall Walther von Brauchitsch (Oberbefehlshaber des Heeres)
- Generaloberst Franz Halder (Generalstabschef des Heeres)
- Generalleutnant Friedrich Paulus (Oberquartiermeister I)
- Oberst Adolf Heusinger (Chef der Operationsabteilung)
- Generalfeldmarschall Wilhelm Ritter von Leeb (Heeresgruppe Nord)
- Generaloberst Ernst Busch (Offizier) (AOK 16)
- Generaloberst Georg von Küchler (AOK 18)
- Generaloberst Erich Hoepner (Panzergruppe 4)
- Generalfeldmarschall Fedor von Bock (Heeresgruppe Mitte)
- Generalfeldmarschall Günther von Kluge (AOK 4)
- Generaloberst Adolf Strauß (AOK 9)
- Generaloberst Heinz Guderian (Panzergruppe 2)
- Generaloberst Hermann Hoth (Panzergruppe 3)

### Kriegsmarine
- Großadmiral Erich Raeder (Oberbefehlshaber der Marine)
- Kapitän z.S. Gerhard Wagner (Chef der Operationsabteilung)
- Vizeadmiral Kurt Fricke (Chef des Stabes der Seekriegsleitung)
- Kapitän z.S. Erich Schulte Mönting (Adjutant des Ob d M)
- Generaladmiral Rolf Carls (Marinegruppenkommando Nord)
- Vizeadmiral Hubert Schmundt (Befehlshaber Ostsee)

### Luftwaffe
- Reichsmarschall Hermann Göring (Oberbefehlshaber der Luftwaffe)
- Generalfeldmarschall Erhard Milch (Generalinspekteur der Luftwaffe, Stellvertreter Görings)
- General de. Fl. Hans Jeschonnek (Chef des Generalstabs der Luftwaffe)
- Generalleutnant Karl-Heinrich Bodenschatz (Chef des Ministeramtes und Verbindungsoffizier)
- Generalmajor Otto Hoffmann von Waldau (Chef der Operationsabteilung)
- Generalfeldmarschall Albert Kesselring (Luftflotte 2)
- Generaloberst Alfred Keller (Luftflotte 1)

### OKW
- Generalfeldmarschall Wilhelm Keitel (Chef des OKW)
- General der Artl. Alfred Jodl (Chef des Wehrmachtführungsstabes)
- Generalmajor Walter Warlimont (Leiter der Abteilung Landesverteidigung im Wehrmachtführungsstab)
- Major Christian (Adj. Chef WFStab)

### Adjutantur der Wehrmacht
- Oberst d. G. Rudolf Schmundt (Chefadjutant)
- Kapitän z.S. Karl-Jesko von Puttkamer (Marine)
- Major Gerhard Engel (Heer)
- Major Nicolaus von Below (Luftwaffe)

## Inhalt der Rede
Hitler hatte bereits am 30. März 1941 eine Rede vor den Oberbefehlshabern gehalten, da der Angriff auf die Sowjetunion ursprünglich im Mai 1941 beginnen sollte; dieser Angriff wurde aber durch den Balkanfeldzug verzögert. Überraschende Lageänderungen erzwangen Umplanungen und die Notwendigkeit, Pläne geheim zu halten. Wie sonst allgemein bei Hitlers Reden vor den Militärs üblich, existiert keine Aufzeichnung der Rede. Es gibt einige Erinnerungen und Tagebucheinträge beispielsweise von Franz Halder, Fedor von Bock, Otto Hoffmann von Waldau, Heinz Guderian, Albert Kesselring sowie Hitlers Adjutant Nicolaus von Below. Adolf Heusinger schrieb nach dem Krieg aus der Erinnerung eine längere Darstellung der Rede.
Hitler verbreitete noch einmal seine bekannten Überlegungen und Pläne; er soll behauptet haben, ein Feldzug gegen die Sowjetunion werde die Ernährungs- und Rohstoffversorgung Deutschlands sichern und England zum Friedensschluss veranlassen; so könne der Krieg gewonnen werden. England werde einsehen, dass die Hilfe der USA zu spät komme, um etwas gegen die deutsche Machtstellung auf dem Kontinent und gegen die Erfolge der deutschen U-Boote und der Luftwaffe gegen die englische Zufuhr ausrichten zu können.
Ian Kershaw, der sich auf die Erinnerungen von Below stützte, betonte, dass Hitler den Krieg als „Kampf gegen den Bolschewismus“ hervorhob. Die Sowjetunion werde hart kämpfen und es seien starke Luftangriffe zu erwarten; der schlimmste Teil werde aber nach sechs Wochen vorüber sein. Jeder Soldat müsse wissen, dass er für die Vernichtung des Bolschewismus kämpfe. Würde der Krieg verloren, werde Europa bolschewisiert. Nach Bocks Worten äußerte Hitler den Gedanken:

„Ob und welche Gebiete Deutschland nach errungenem Siege übernehmen wolle, werde überlegt; klar sei, daß der russische Einfluß aus der Ostsee verdrängt werden und Deutschland sich bestimmenden Einfluß im Schwarzen Meer sichern müsse, denn dort lägen jetzt wesentliche Interessen für uns, wie z. B. das Öl.“

## Rezeption in der Forschung
Nach Ansicht des Historikers Jürgen Förster wurde die „Legende vom deutschen Präventivkrieg gegen die Sowjetunion“ an diesem 14. Juni 1941 bei seiner „grundlegenden politischen Rede“ vor den Oberbefehlshabern von Heer, Marine und Luftwaffe „geboren“. Dem Historiker Johannes Hürter zufolge wiederholte Hitler hier im Wesentlichen nur, was er schon in seiner Rede vor den Befehlshabern am 30. März 1941 gesagt habe: „Diese Ansprache bestätigte nur das, was die Oberbefehlshaber ohnehin bereits wussten“. Gleichwohl hätten seine Ausführungen der politischen Unterweisung der militärischen Führung gedient. Die Rede sei „ein weiterer Baustein der geistigen Vorbereitung in einen in seinen Zielen und Feindbildern maßlosen Krieg“ gewesen.
Für Jürgen Kilian markiert die fehlende Reaktion der Militärs auf diese Rede den „letzten entscheidenden Schritt in der Genese der Wehrmacht zu einem gefügigen Instrument Hitlers“, hier vollzog sich nach Kilian der „ideologische Schulterschluss“ zwischen namhaften Teilen der Generalität und ihrem „Führer“.